# Осадчий, Владимир Фёдорович
Владимир Фёдорович Осадчий (7 ноября 1923, Троицко-Сафоново, Екатеринославская губерния — 23 февраля 1989) — участник Великой Отечественной войны,советский хозяйственный, государственный и политический деятель, Герой Социалистического Труда.

## Биография
Родился в 1923 году в селе Троицко-Сафоново. Член КПСС.
В марте 1942 года Владимир Фёдорович был призван в Красную Армию. Участник Великой Отечественной войны, командир взвода 45 мм пушек противотанковой истребительной батареи в составе 613-го стрелкового полка 91-й стрелковой дивизии.
После окончания Сталинградского артиллерийского училища младший лейтенант Осадчий с октября 1942 года воевал командиром взвода 45 мм пушек противотанковой истребительной батареи в составе 613-го стрелкового полка 91-й стрелковой дивизии (51-я армия Южный фронт). За успешное выполнение боевой задачи не пропустить вражеские танки к окружённой под Сталинградом вражеской группировке он был награждён медалью «За отвагу».
После успешного отражения несколько танковых атак в бою 9 сентября 1943 года у деревни Ивановка под Днепропетровском командир взвода В.Ф.Осадчий получил тяжёлое ранение, повлекшее ампутацию правой ноги и плечевого сустава левой руки. Был награждён двумя боевыми орденами.
После излечения ранения, которое длилось 16 месяцев, младший лейтенант Осадчий был комиссован из действующей армии.
С 1945 года — на хозяйственной, общественной и политической работе.
В 1949 году он окончил Азовско-Черноморский сельскохозяйственный институт и работал управляющим отделением №5 рисоводческого совхоза «Красноармейский», которое представляло собой созданные вручную ещё в конце 1920-х годов запущенные чеки, разбитые дороги и несколько устаревших тракторов. Собираемый урожай риса составлял по 32 центнера зерна с гектара.
Днём и ночью труженики 5-го отделения совхоза во главе с управляющим В.Ф.Осадчим находились на чеках, практически круглосуточно работали жатки и рисоуборочные комбайны. Под рисом в отделении было занято 730 гектаров и по итогам работы в 1966 году получен урожай белого зерна по 71 центнеру с гектара.
За получение рекордного урожая риса в 1966 году В.Ф.Осадчий был награждён орденом Ленина, а по итогам в 8-й пятилетке (1966-1970) – орденом Октябрьской Революции.
В дальнейшем, из-за погодных условий сборы риса несколько уменьшились, но ниже 65 центнеров на гектаре не опускались.
По итогам работы в 1973 году управляющий отделением был награждён вторым орденом Ленина.
В 1945—1989 гг. — управляющий отделением № 5 рисоводческого совхоза «Красноармейский» Красноармейского района Краснодарского края, председатель исполкома Октябрьского сельского Совета депутатов трудящихся.
Указом Президиума Верховного Совета СССР от 23 декабря 1976 года присвоено звание Героя Социалистического Труда с вручением ордена Ленина и золотой медали «Серп и Молот».
Позже В.Ф.Осадчий работал председателем исполкома Октябрьского сельского Совета депутатов трудящихся.
Проживал в посёлке Октябрьском Красноармейского района.
Скончался 23 февраля 1989 года.

## Награды
Награждён 3 орденами Ленина (23.07.1966; 07.12.1973; 23.12.1976), орденами Октябрьской Революции (08.04.1971), Красного Знамени (09.101943), орденами Отечественной войны 1-й степени (11.03.1985) и 2-й (06.08.1946) степеней, «Знак Почёта» (31.10.1957), медалями, в том числе «За отвагу» (1943), «За оборону Сталинграда» (22.12.1942).